# Peromyscus polius
Peromyscus polius é uma espécie de roedor da família Cricetidae.
É endémico do México.